# Parola
61° 03′ 00″ N, 24° 22′ 00″ L

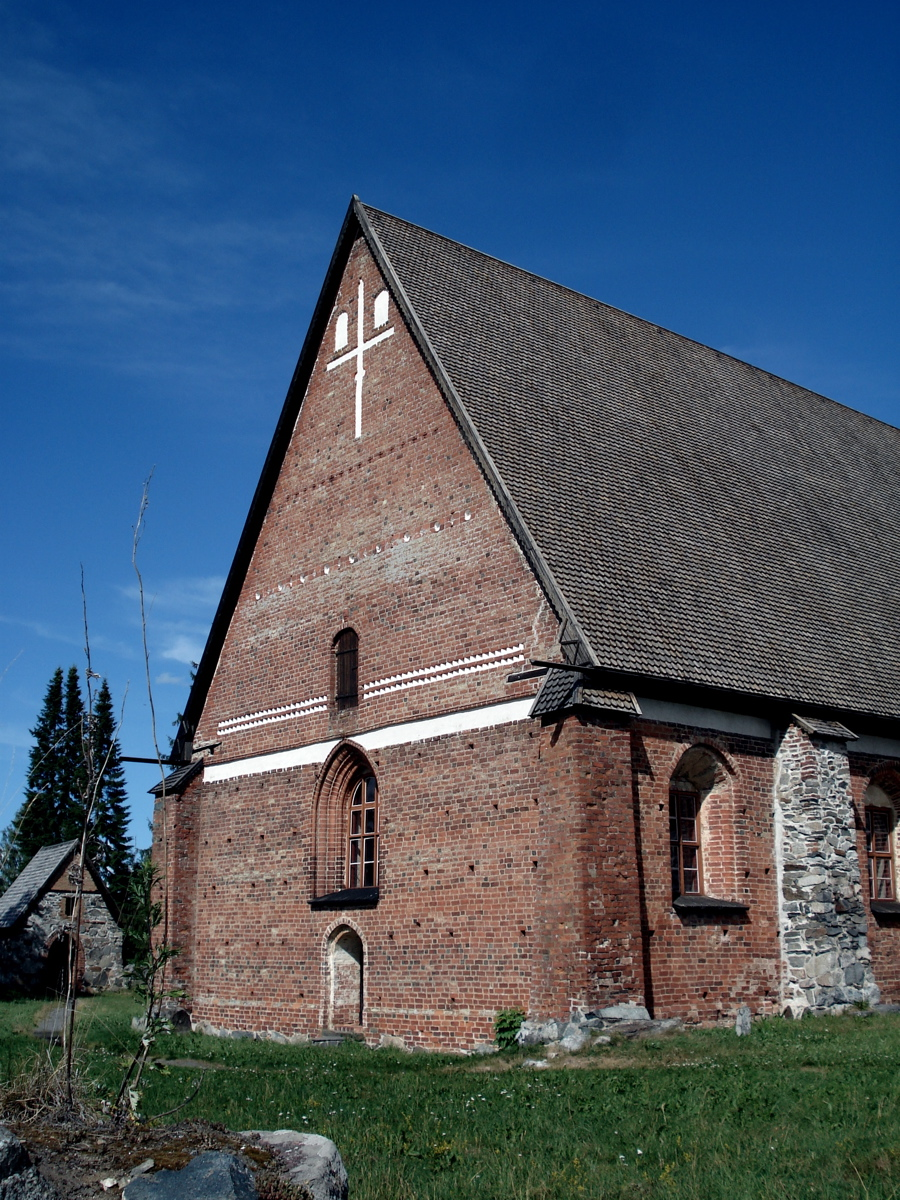
Igreja perto de Parola, construída no século XIV

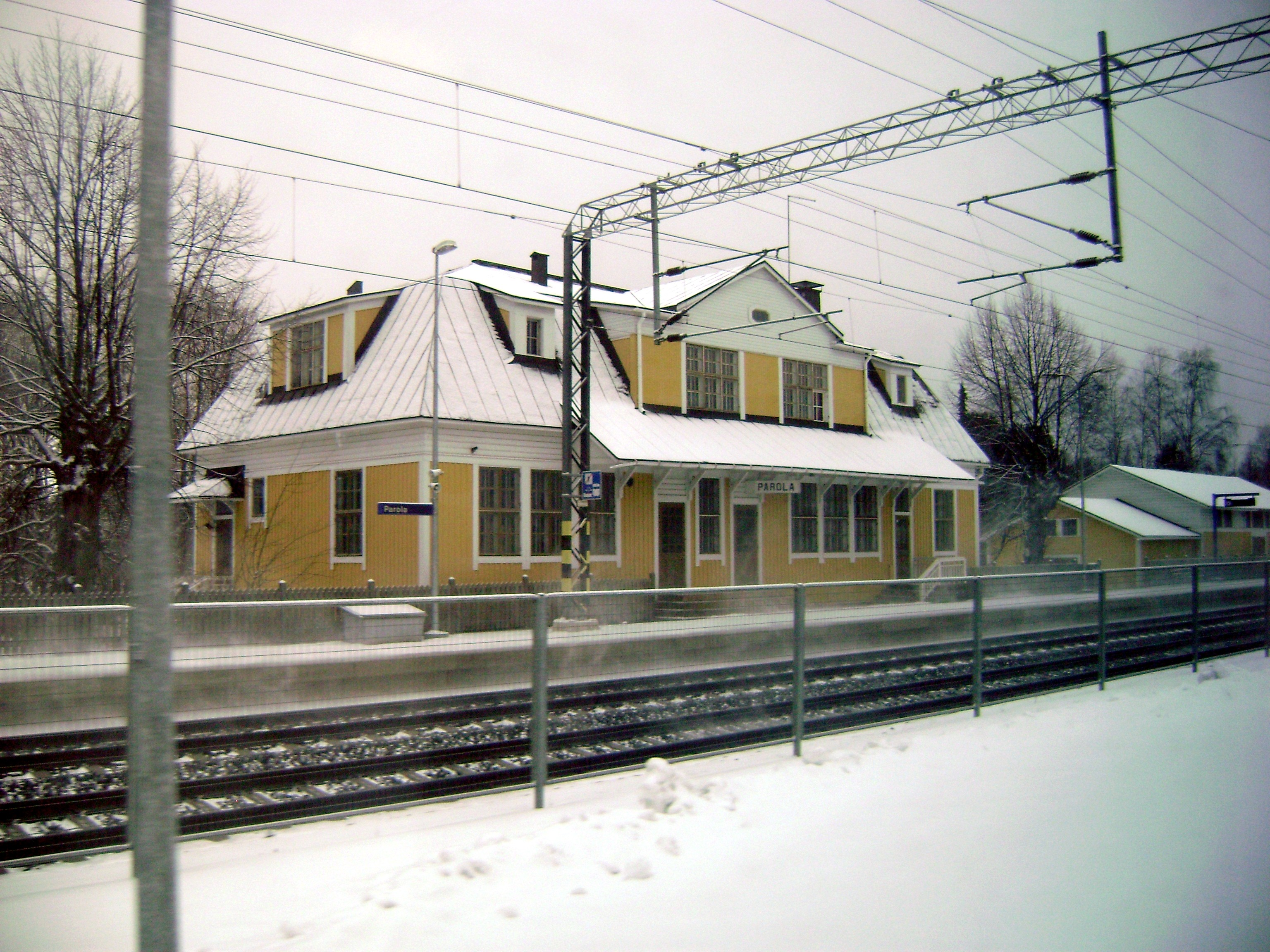
Estação ferroviária de Parola.

Parola é uma cidade em Hattula, na Finlândia. Localiza-se 110 Km ao norte de Helsinque. Hämeenlinna, Tampere, Lahti e Forssa são cidades que se encontram perto de Parola. 
Muitos homens finlandeses jovens conhecem Parola por causa do período de serviço militar, que dura de 6 a 12 meses, na Parolannummi, onde encontra-se baseada a Brigada Armada Finlandesa. Parola e Hämeenlinna têm significado histórico devido às velhas construções medievais como o Castelo de Häme. Outra atração é o Museu de Tanques de Parola.